# Castel Gandolfo (paleis)
Castel Gandolfo is de pauselijke zomerresidentie gelegen in de gelijknamige stad in de metropolitane stad Rome Hoofdstad. Het paleis is een exclave van Vaticaanstad. De pauselijke residentie (die een Apostolisch Paleis, de Villa Barberini, de Villa Cybo en een kleine boerderij omvat) werd in de 17e eeuw in opdracht van paus Urbanus VIII ontworpen door de Italiaanse architect Carlo Maderno. Sindsdien verbleven de meeste pausen in Castel Gandolfo tijdens de zomerperiode.
Nadat de paus na de eenwording van Italië en de Inname van Rome in 1870 de "gevangene van het Vaticaan" werd, kon hij zijn buitenverblijf niet meer bezoeken. Pas na het Verdrag van Lateranen dat de Heilige Stoel in 1929 sloot met Mussolini, werd dit weer mogelijk.
Uit archeologisch onderzoek is het vermoeden gerezen dat Castel Gandolfo staat op de plek waar vroeger Alba Longa lag, een stad in het oude Latium die rivaliseerde met Rome. In de Barbarini-tuinen van Castel Gandolfo zijn nog steeds de resten van een villa van de Romeinse keizer Domitianus te zien.
Enkele pausen, onder wie Pius XII en Paulus VI, zijn overleden in Castel Gandolfo.
Paus Benedictus XVI legde er op 28 februari 2013 zijn ambt neer en verbleef er enkele maanden tot 2 mei dat jaar, toen in Vaticaanstad een passend verblijf was klaargemaakt.
Zijn opvolger, paus Franciscus, maakte nooit gebruik van het zomerpaleis. Wel droeg hij er in het eerste jaar van zijn pontificaat op Maria-Tenhemelopneming de heilige mis op. Sinds maart 2014 zijn de tuinen van Castel Gandolfo van maandag tot zaterdag anderhalf uur per dag opengesteld voor publiek middels een geleid bezoek.
Paus Leo XIV herstelde in zijn eerste zomer als paus in 2025 het gebruik van Castel Gandolfo als pauselijke zomerresidentie.

## Afbeeldingen

Castel Gandolfo en Dom van Bernini
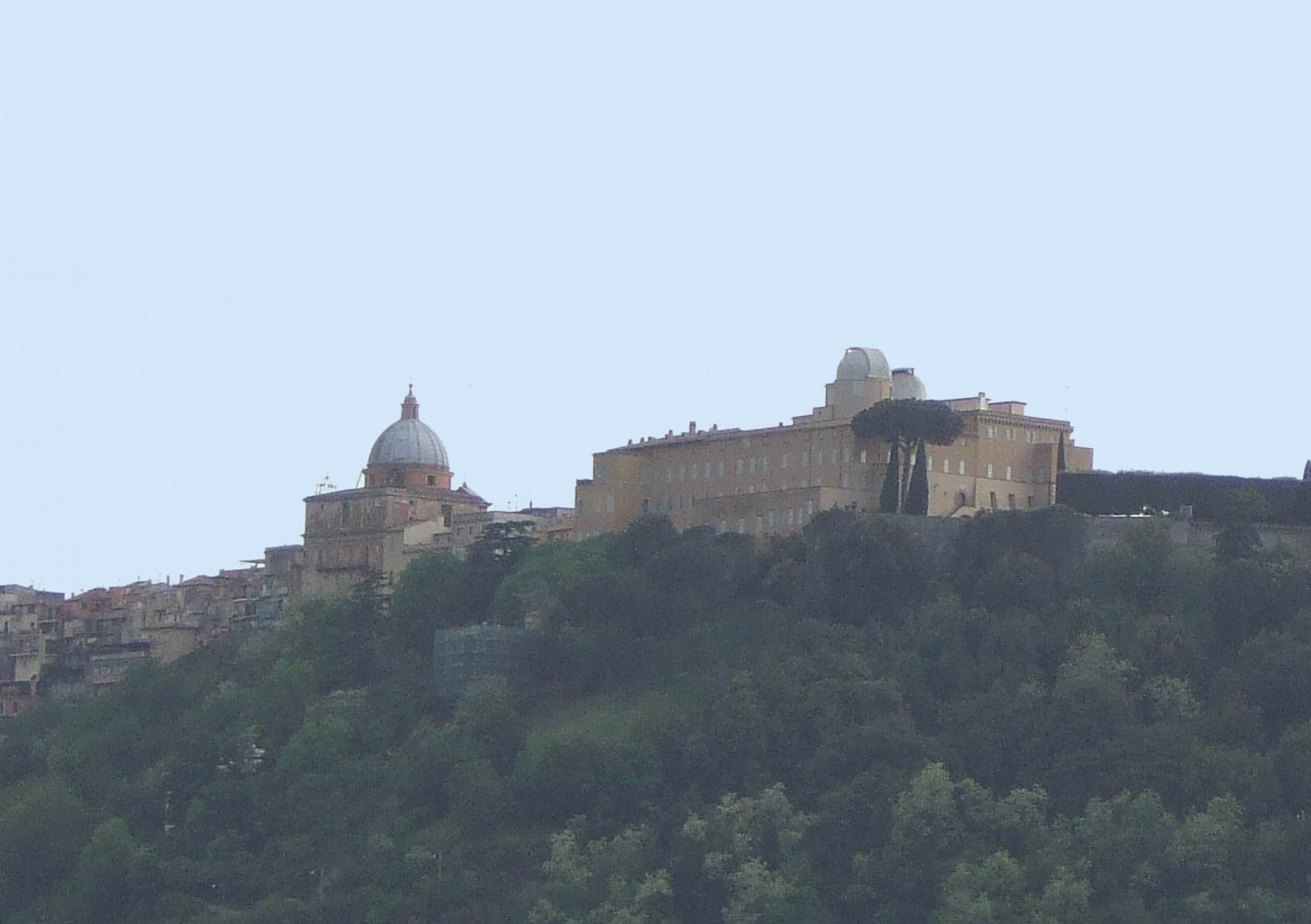
Pontificaal paleis
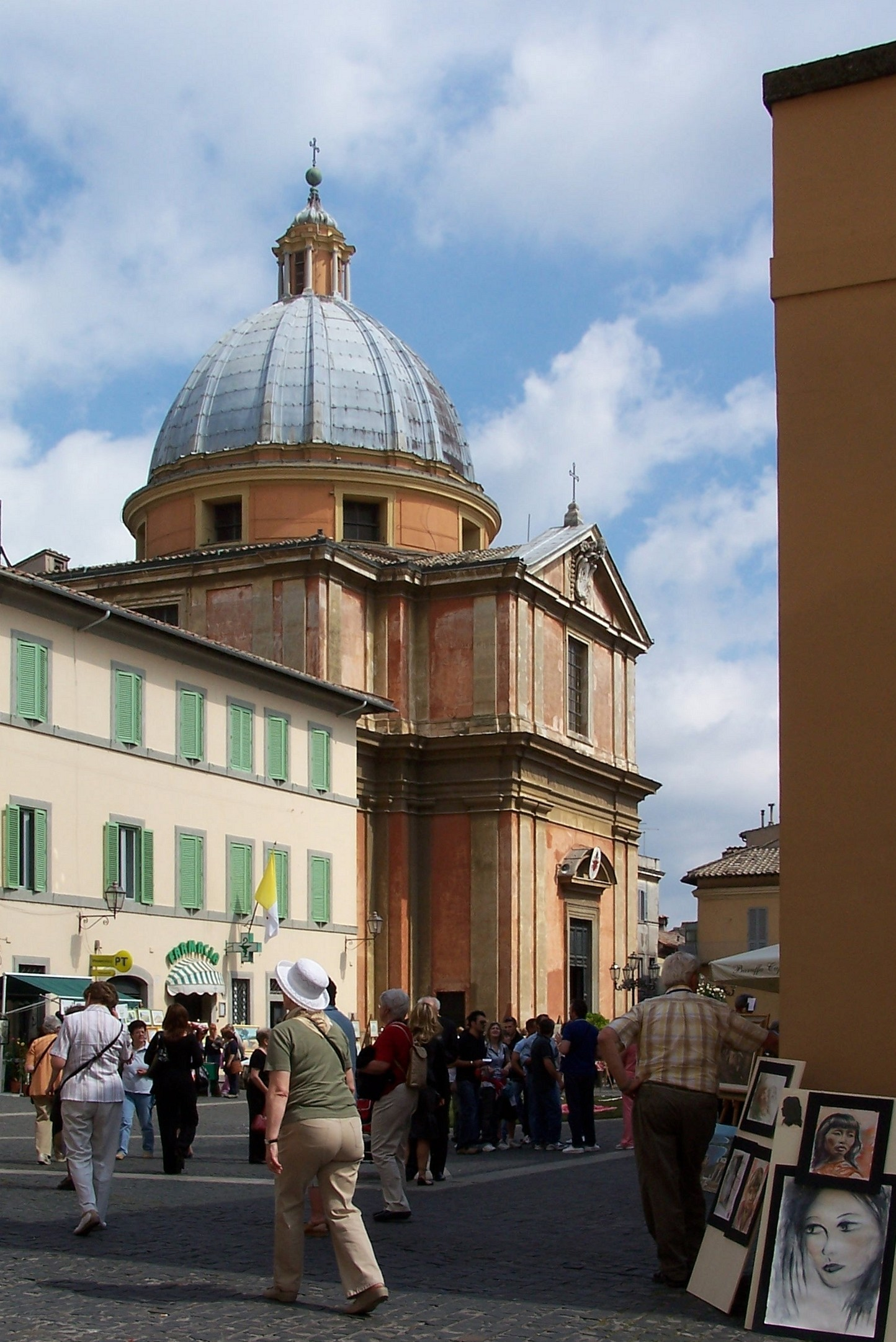
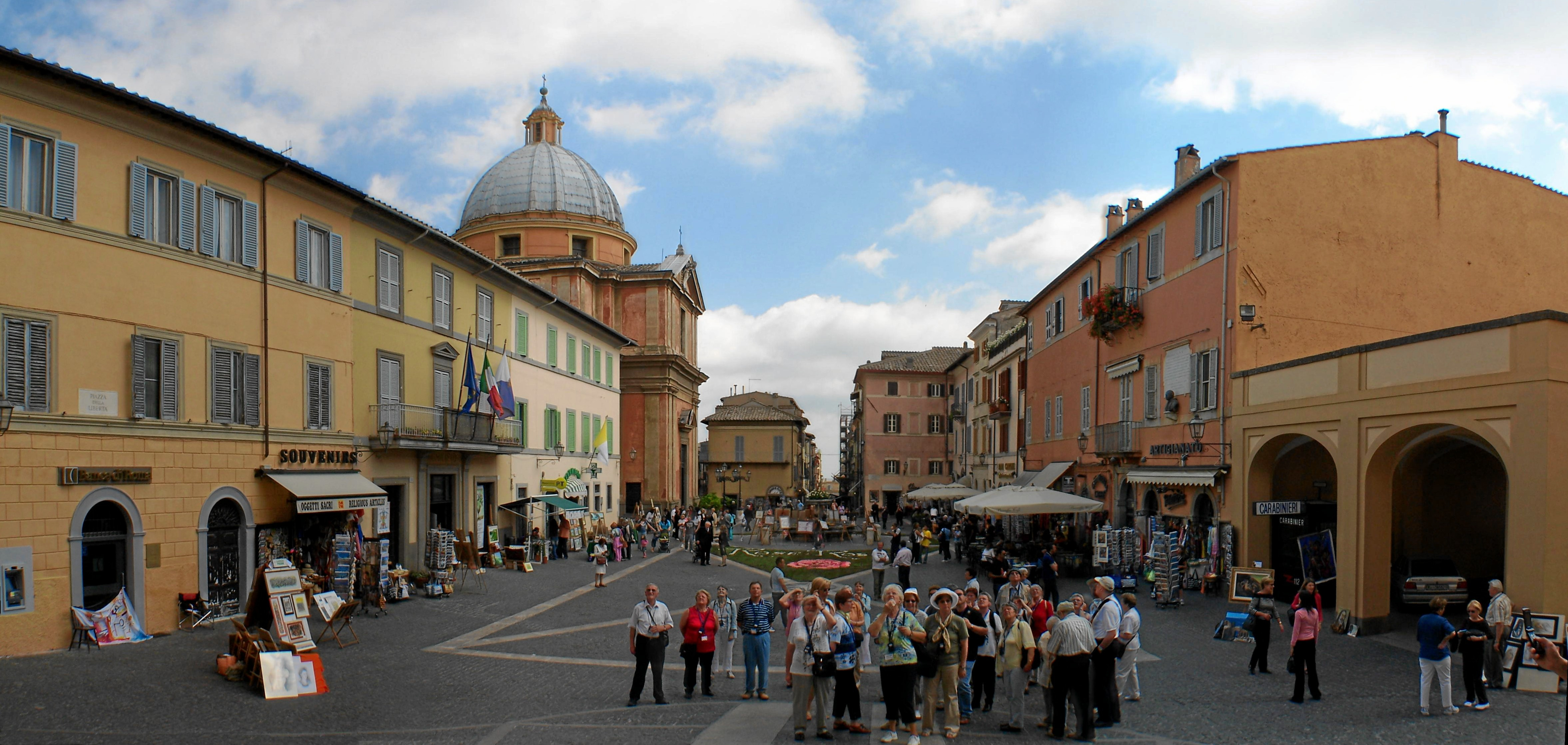
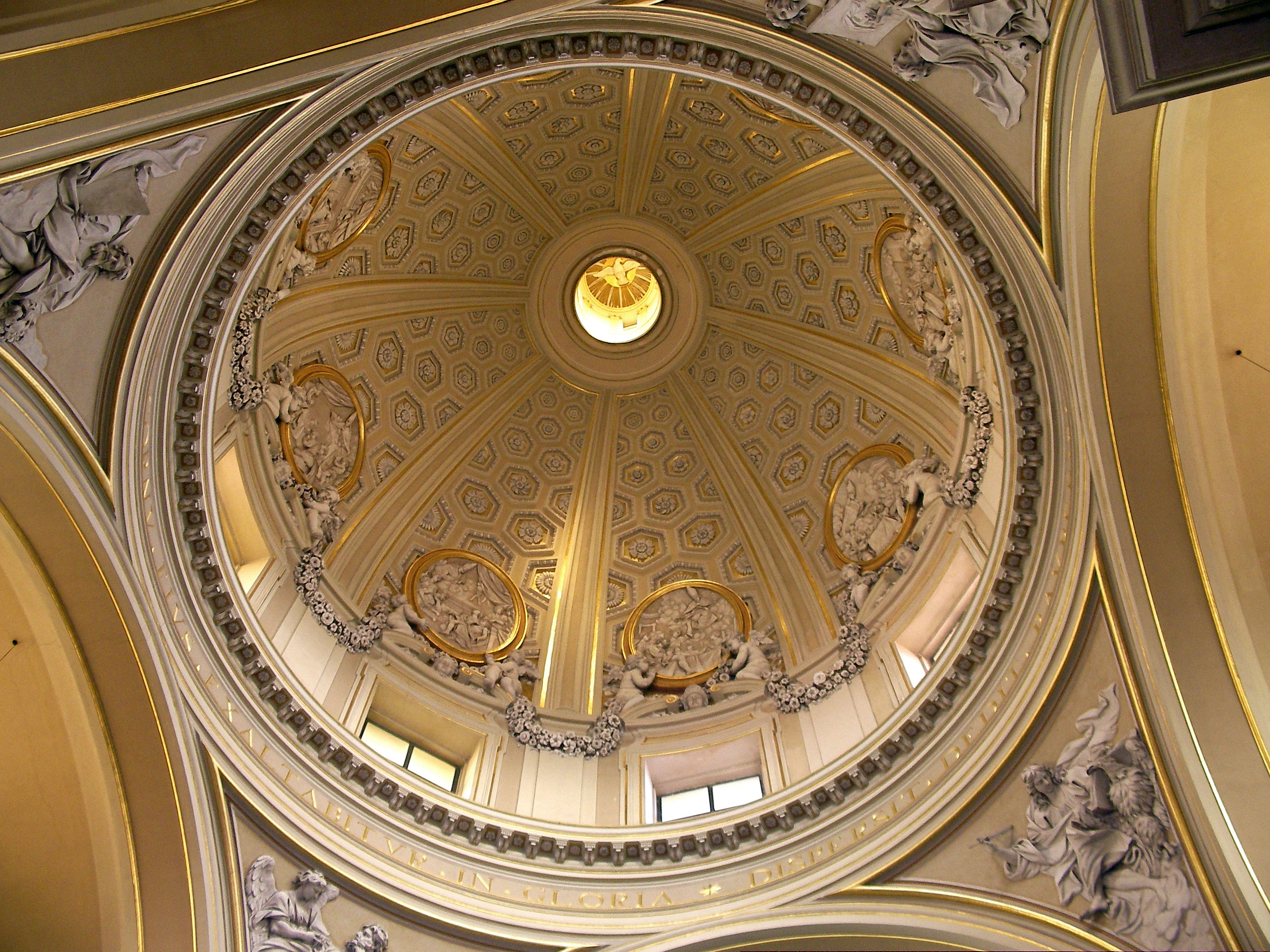
Dom van Bernini
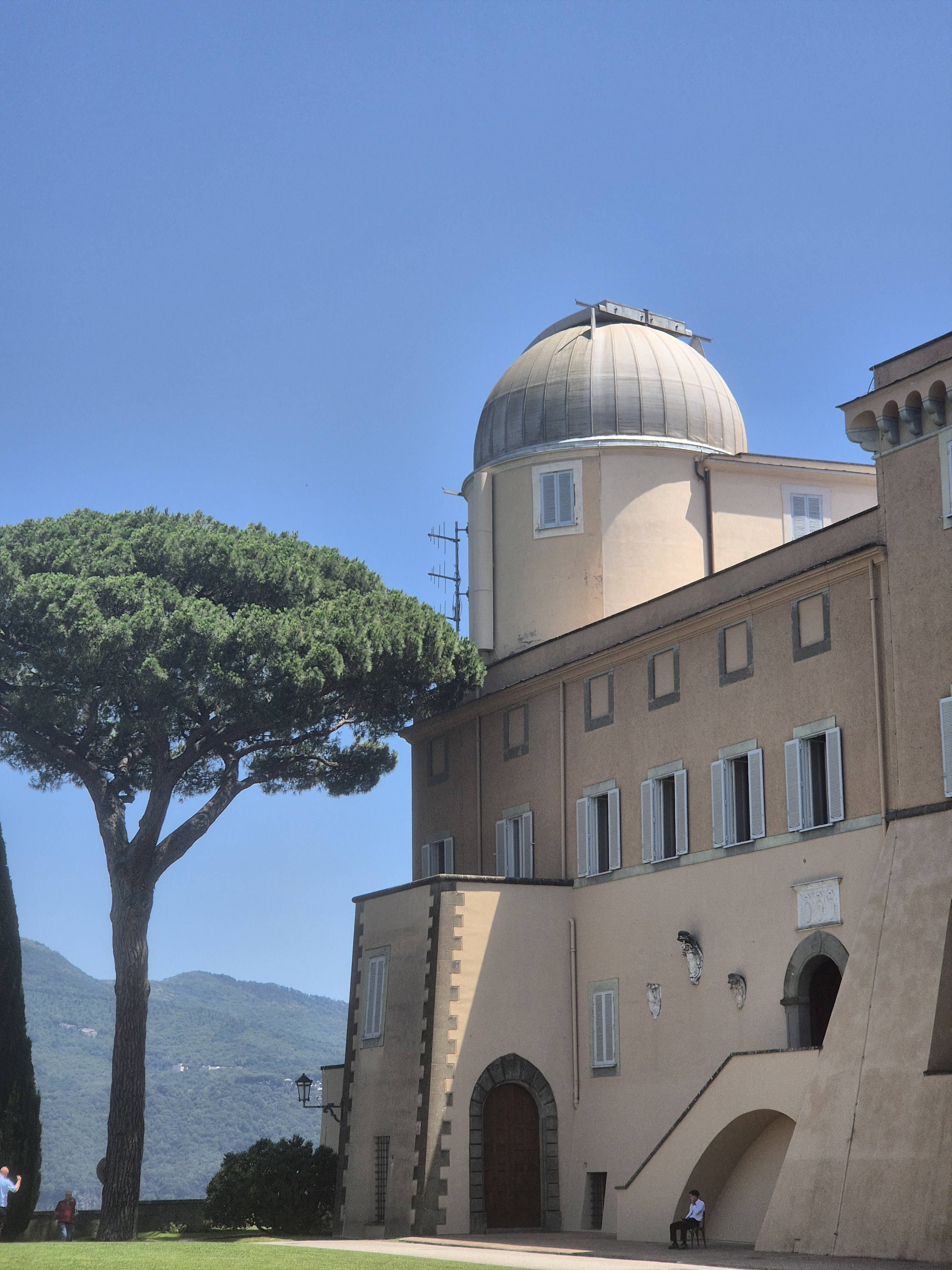
Observatorium